# Ecclesia de Eucharistia
Ecclesia de Eucharistia (Latijn voor De Kerk leeft uit de Eucharistie) is de veertiende en laatste encycliek van paus Johannes Paulus II en verscheen op 17 april 2003. Ze handelt over de Eucharistie en verscheen daarom niet toevallig op Witte Donderdag, de dag waarop de Katholieke Kerk de instelling van de Eucharistie viert.
In de lijn van de encycliek Mysterium Fidei (1965) van zijn voorganger Paulus VI zet Johannes Paulus II erin uiteen wat de Kerk gelooft wanneer zij spreekt over de Eucharistie: het sacramenteel tegenwoordig stellen van het kruisoffer, gegeven aan de Kerk als middel om aan dat offer deel te nemen.
In deze encycliek schreef Paus Johannes Paulus II : "Men moet betreuren dat er, vooral in de jaren die volgden op de postconciliaire liturgische hervorming, als gevolg van een misleid gevoel van creativiteit en aanpassing, een aantal misbruiken zijn geweest die voor velen een bron van verdriet zijn geweest. Een zekere reactie tegen 'formalisme' heeft sommigen, vooral in bepaalde streken, ertoe gebracht om de 'vormen' die de grote liturgische traditie van de Kerk en haar Leergezag had gekozen, als niet-bindend te beschouwen en om niet-goedgekeurde vernieuwingen in te voeren die soms volkomen misplaatst zijn." (EdE 52) Hij kondigde dan ook aan dat er aan een Vaticaanse instructie gewerkt werd die een verduidelijking zou brengen over de liturgie van de Eucharistie. Deze instructie (Redemptionis Sacramentum, Het sacrament van de verlossing) is ten slotte verschenen op 25 maart 2004, op het hoogfeest van de Aankondiging van de Heer.